# Sexstreik!
Sexstreik! ist ein deutscher Fernsehfilm aus dem Jahr 2010. Die Filmkomödie basiert lose auf den Motiven der antiken Komödie Lysistrata von Aristophanes.

## Handlung
Das Ehepaar Julia und Martin Fischer lebt in dem kleinen Ort Schönstett. Nachdem Martins kleine Firma Insolvenz anmelden musste, ist er arbeitslos und bleibt als Hausmann zuhause, während Julia als Sekretärin des Bürgermeisters ihr Geld verdient. Als der Bürgermeister seine strukturschwache Region mit Hilfe eines wirtschaftlichen Handels aus Italien zu befreien glaubt, sind die Arbeitslosen hoffnungsfroh, bald wieder einen Job zu haben. Eine Müllverwertungsanlage soll bald gebaut werden. Julia entdeckt allerdings in den Unterlagen, dass nicht nur Haushaltsmüll, sondern auch Giftmüll aus Italien geliefert werden soll. Ihr Mann hört sich allerdings ihre Bedenken nicht an. Um die Anlage zu verhindern, beschließen sie und weitere Frauen in den Sitzstreik zu gehen, der bald im Sexstreik endet.

## Kritiken
„Geschlechterkomödie um das Aufbrechen tradierter Rollenklischee, deren Grundstruktur an Aristophanes' antike Komödie Lysistrata" erinnert.“

„Regisseur Thomas Nennstiel […] drehte diese witzige Komödie mit durchaus ernstem wie bitterem Hintergrund, in dem die beiden gekonnt das Ehepaar geben, das durch äußere Umstände in eine Krise gerät. Das schlüssige Drehbuch lieferte das Autorenduo Iris Uhlenbruch […] und Bettina Börgerding.“

„Plump wird hier die "Lysistrata" von Aristophanes auf modern getrimmt. Fazit: Frauenpower? Filmisch eher aua.“

## Veröffentlichung
Der Film hatte am 2. Februar 2010 um 20:15 Uhr auf Sat.1 seine Erstausstrahlung. Er wurde dabei von 3,17 Millionen Zuschauern gesehen, wobei das einem Marktanteil von 9,8 Prozent entsprach.